# Усташе (устаници)
Усташе или усташи су српски називи за устанике против турске власти и Аустрије (Бокељски устанак) углавном на простору Херцеговине, Боке которске, Црне Горе и Србије.

## Историја
Лазар Томановић је писао о Србима који су ратовли против Турака у Грчкој: Од сњеговитог Макринора до Коринтског залива опет заваладаше усташе...  Након Топле и Игала је херцеговачка граница, раније звана Драчевица, а тада Суторина. Ту се бијеле зидине турске куле, што је Лука Вукаловић разрушио и ту је одржан састанак усташких вођа са Родићем, за вријеме Андрашијевог посредовања. Даље пише да су они на усташком земљишту до конца изджрали. Пратилац Томановића од Рисна ка Грахову (1885. године) му је изнад Рисна показао мјесто докле су Кривојишани гонили аустријску војску у првој буни. Рекао је: доовле су усташи Прве буне гонили војнике. 
Зећанин из Подгорице Нешо Станић је о устаницима (које назива усташама) из 1875. године у Херцеговини, записао у својој књизи из 1907. године, да нису жалили своју драгоцјену крв пролити за крст часни и слободу златну. Српски историчар Андрија Лубурић (племе Дробњаци)  спомиње 1940. године вође српских усташа на челу с Карађорђем. Касније тај назив (Усташе), преузима терористички покрет хрватских шовиниста. Један од најистакнутијих представника таквих, каснијих усташа, био је саплеменик српског историчара Андрије Лубурића, Вјекослав Лубурић, заповједник концентрационог логора Јасеновца и ратни злочинац.
Глас Црногорца је писао о усташкој војсци и усташким побједама над Турцима у Херцеговни 1876. године. Делфа Иванић је у говору Реч Југословенским сестрама одржаном на Сушаку и Бакру 1919. године, између осталога рекла: Отуда су наши прадедови своју стоку продавали и куповали џебану за усташе, своје жито млели и хранили војску. 